# یوسف کومپائوره
یوسف کومپائوره (انگلیسی: Issouf Compaoré؛ زادهٔ ۱۲ آوریل ۱۹۸۸) بازیکن فوتبال اهل بورکینافاسو است.
وی همچنین در تیم ملی فوتبال بورکینافاسو بازی کرده است.